# 기억 효과
기억 효과(記憶效果) 또는 메모리 효과( - 效果, 영어: memory effect, battery effect, lazy battery effect, battery memory)는 어떠한 이차 전지에서 찾을 수 있는 효과로, 방전이 충분하지 않은 상태에서 다시 충전하면 전지의 실제 용량이 줄어드는 효과를 말한다. 원래의 뜻으로는 특정한 니켈카드뮴 전지에서 부분적으로 방전시킨 다음 반복적으로 재충전할 경우 최대 에너지 용량을 잃는 것을 말했다. 그러나 오늘날에 이 용어는 전지가 예측한 바보다 덜 충전되는 모습을 보이는 경우에까지 모두 해당한다.
2차 전지를 모두 사용하지 않은 상태, 곧 전하가 충분히 남아 있는 상태에서 충전을 되풀이하면 전하가 남아있음에도 방전 전압이 떨어져서 용량이 줄어든 것으로 보인다. 그러나 이는 단지 방전 전압이 떨어지는 것일 뿐이므로 전지 자체가 열화하는 것을 뜻하는 것은 아니다.

## 현재
현재는 낮은 전압으로도 동작할 수 있게 하는 등의 조치가 기기에 적용됨으로써 초기의 니켈카드뮴에서 일어났던 기억 효과의 영향은 거의 찾아볼 수 없으며 일반적인 사용에 있어 고려할 필요가 없다. 휴대전화와 캠코더에 쓰이는 리튬이온 이차 전지 등에서는 이러한 기억 효과는 존재하지 않는다.